# Lüttich–Bastogne–Lüttich 1950
Lüttich–Bastogne–Lüttich 1950 war die 36. Austragung des Eintagesrennens Lüttich–Bastogne–Lüttich. Es war Bestandteil der Rennserie Desgrange-Colombo Challenge und wurde am 23. April 1950 über eine Distanz von 263 km ausgetragen. Sieger wurde Prosper Depredomme.

## Rennverlauf
197 Fahrer hatten sich für das Rennen eingeschrieben, 144 Radrennfahrer standen am Start in Lüttich. 60 Fahrer erreichten das Ziel. Niedrige Temperaturen und sechs Bergwertungen kennzeichneten das Rennen. Fermo Camellini initiierte kurz nach dem Start einen Ausreißversuch, dem zwei Belgier folgten. Lange bildeten diese drei Fahrer die Spitze des Rennens und gewannen die ersten vier Bergwertungen. Nach 187 Kilometern bildeten 24 Fahrer die neue Spitze. Den Zielsprint dieser Gruppe gewann Prosper Depredomme mit knappem Vorsprung.

## Ergebnis
| Rang | Fahrer               | Team           | Zeit           |
| ---- | -------------------- | -------------- | -------------- |
| 1.   | Prosper Depredomme   | Garin–Wolber   | 7:25:25 h      |
| 2.   | Jean Bogaerts        | Ruch–Dunlop    | + 0:03 Minuten |
| 3.   | Edward Van Dyck      | Terrot–Wolber  | gl. Zeit       |
| 4.   | Albéric Schotte      | Alcyon–Dunlop  | gl. Zeit       |
| 5.   | André Declerck       | Bertin         | gl. Zeit       |
| 6.   | Camille Danguillaume | Peugeot–Dunlop | gl. Zeit       |
| 7.   | Edward Peeters       | Garin–Wolber   | gl. Zeit       |
| 8.   | Albert Dubuisson     | Fiorelli       | gl. Zeit       |
| 9.   | Omer Huwel           | Rochet–Dunlop  | gl. Zeit       |
| 10.  | André Rosseel        | Terrot–Wolber  | gl. Zeit       |